# 王嘉毅
王嘉毅（1965年12月—），男，汉族，宁夏青铜峡人，中华人民共和国政治人物。中共第二十届中央候补委员。

## 经历
1985年11月，加入中国共产党。1991年7月，参加工作，1991年毕业于西北师范大学教科所课程与教学论专业，获得硕士学位，留校任助教，三年后任讲师。后历任该校教务处副处长，教科院副院长，科技处处长；1999年6月，担任西北师范大学校长助理、科技处处长。2001年7月，担任西北师范大学副校长、党委常委。2011年4月，任西北师范大学校长、党委副书记。
2012年8月，任甘肃省教育厅厅长、党组副书记。2013年4月，任甘肃省教育厅厅长、党组书记。2017年5月，任中共甘肃省委常委，省教育厅厅长。6月，改任中共甘肃省委常委、省委秘书长。2020年7月，任中共甘肃省委宣传部部长。2022年3月28日，任中共甘肃省委副书记。
2022年12月21日，任教育部副部长；2023年8月30日，兼任教育部总督学。